# Russell Hellickson
Russell Owen Hellickson (* 27. července 1950 Madison, USA) je bývalý americký zápasník, volnostylař. V roce 1976 vybojoval stříbro na olympijských hrách. V roce 1971 vybojoval bronz a v roce 1979 stříbro na mistrovství světa. V roce 1971, 1975 a 1979 zvítězil na Panamerických hrách. Pracoval jako hlavní trenér na Ohijské státní univerzitě a působil jako televizní komentátor zápasu.